# Diapterna dugesi
Diapterna dugesi är en skalbaggsart som beskrevs av Bates 1887. Diapterna dugesi ingår i släktet Diapterna och familjen Aphodiidae. Inga underarter finns listade i Catalogue of Life.